# Esquí aquàtic als Jocs Olímpics d'estiu de 1972
Als Jocs Olímpics d'Estiu de 1972 celebrats a la ciutat de Múnic (en aquells moments República Federal d'Alemanya) es disputaren sis proves de demostració d'esquí aquàtic, sent l'única vegada que aquest esport ha format part del programa olímpic. Les proves es realitzaren el dia 1 i 2 de setembre de 1972, i en elles participaren 35 esquiadors de 20 comitès nacionals diferents.

## Resum de medalles

### Categoria masculina
| Prova   | Or              | Argent          | Bronze               |
| Eslàlom | Roby Zucchi     | Wayne Grimditch | Jean–Michel Jamin    |
| Eslàlom | Roby Zucchi     | Wayne Grimditch | Heikki Olamo         |
| Figures | Ricky McCormick | Wayne Grimditch | Karl–Heinz Benzinger |
| Salts   | Ricky McCormick | Max Hofer       | No es concedí        |
| Salts   | Ricky McCormick | Hagen Klie      | No es concedí        |

### Categoria femenina
| Prova   | Or                | Argent        | Bronze            |
| Eslàlom | Liz Allen–Shetter | Willy Staehle | Pat Messner       |
| Figures | Willy Staehle     | Kaye Thurlow  | Sylvie Maurial    |
| Salts   | Sylvie Maurial    | Kaye Thurlow  | Liz Allen–Shetter |